# 西川幸之介
西川 幸之介（にしかわ こうのすけ、2002年9月11日 - ）は、愛知県出身のプロサッカー選手。Jリーグ・水戸ホーリーホック所属。ポジションはゴールキーパー。

## 略歴
小学生時代は名古屋グランパスエイトのアカデミーに所属していた。その後、愛知県内のクラブを経て藤枝東高校に進学。
2021年、大分トリニータに加入。同年1月29日、早稲田大学人間科学部eスクールに合格したことが発表された。
プロ1年目は公式戦出場無しに終わったが、2年目の2022年3月2日、Jリーグカップ・グループステージ第2節・ガンバ大阪戦にてプロデビュー。天皇杯と合わせて7出場を記録した。
2023年にはJ2リーグ戦34試合に出場し、遂に正GKの座を掴んだ。翌2024年も順当に開幕スタメンに入っていたが、体調不良のため急きょ出場を取りやめる。すると代役で出場した濵田太郎がアピールに成功、更にJ1経験のある文慶建が復帰したこともあり西川の出番は減少した。
2025年、水戸ホーリーホックへ完全移籍。

## 所属クラブ
- グランパス三好U-12
- シルフィードFCU-15
- 藤枝東高校
- 2021年 - 2024年 大分トリニータ
- 2025年 - 水戸ホーリーホック

## 個人成績
| 国内大会個人成績 | 国内大会個人成績 | 国内大会個人成績 | 国内大会個人成績 | 国内大会個人成績 | 国内大会個人成績 | 国内大会個人成績 | 国内大会個人成績 | 国内大会個人成績 | 国内大会個人成績 | 国内大会個人成績 | 国内大会個人成績 |
| 年度             | クラブ           | 背番号           | リーグ           | リーグ戦         | リーグ戦         | リーグ杯         | リーグ杯         | オープン杯       | オープン杯       | 期間通算         | 期間通算         |
| 年度             | クラブ           | 背番号           | リーグ           | 出場             | 得点             | 出場             | 得点             | 出場             | 得点             | 出場             | 得点             |
| 日本             | 日本             | 日本             | 日本             | リーグ戦         | リーグ戦         | リーグ杯         | リーグ杯         | 天皇杯           | 天皇杯           | 期間通算         | 期間通算         |
| ---------------- | ---------------- | ---------------- | ---------------- | ---------------- | ---------------- | ---------------- | ---------------- | ---------------- | ---------------- | ---------------- | ---------------- |
| 2021             | 大分             | 24               | J1               | 0                | 0                | 0                | 0                | 0                | 0                | 0                | 0                |
| 2022             | 大分             | 24               | J2               | 0                | 0                | 5                | 0                | 2                | 0                | 7                | 0                |
| 2023             | 大分             | 24               | J2               | 34               | 0                | -                | -                | 1                | 0                | 35               | 0                |
| 2024             | 大分             | 24               | J2               | 0                | 0                | 1                | 0                | 0                | 0                | 1                | 0                |
| 2025             | 水戸             | 34               | J2               |                  |                  |                  |                  |                  |                  |                  |                  |
| 通算             | 日本             | 日本             | J1               | 0                | 0                | 0                | 0                | 0                | 0                | 0                | 0                |
| 通算             | 日本             | 日本             | J2               | 34               | 0                | 6                | 0                | 3                | 0                | 43               | 0                |
| 総通算           | 総通算           | 総通算           | 総通算           | 34               | 0                | 6                | 0                | 3                | 0                | 43               | 0                |

出場歴
- プロ公式戦初出場 - 2022年3月2日 Jリーグカップ グループステージ第2節 ガンバ大阪戦（昭和電工ドーム大分）
- リーグ戦初出場 - 2023年2月19日 J2第1節 徳島ヴォルティス戦（鳴門・大塚スポーツパーク ポカリスエットスタジアム）

## 代表歴
- 2020年 U-16日本代表[6]